# Phaonia ryukyuensis
Phaonia ryukyuensis är en tvåvingeart som beskrevs av Shinonaga och Tadao Kano 1971. Phaonia ryukyuensis ingår i släktet Phaonia och familjen husflugor. Inga underarter finns listade i Catalogue of Life.